# Musée L
Le Musée L (ou Musée universitaire de Louvain) est un musée belge appartenant à l'UCLouvain et situé dans l'ancienne bibliothèque des Sciences à Louvain-la-Neuve, en Brabant wallon.
Il est le premier musée de grande taille qui rassemble le patrimoine d'une université belge et le présente au grand public.
Le bâtiment que le musée occupe est considéré comme un des points d'orgue du patrimoine contemporain en Wallonie, comme un chef-d'œuvre de l'architecture brutaliste et comme l'un des bâtiments les plus iconiques et les plus emblématiques de la ville universitaire.
Depuis 2025, le musée a une étoile dans le Guide vert Michelin et l'ancienne bibliothèque des Sciences qui l'abrite est classée comme monument historique.

## Historique

### Historique du musée

#### Musée de Louvain-la-Neuve
Aux États-Unis, toutes les grandes universités ont leur musée, mais elles sont rares à être dans ce cas en Europe. Dans ce contexte, Louvain-la-Neuve innove en 1979 grâce au professeur Ignace Vandevivere qui a convaincu les autorités académiques de construire un musée.
Le musée de l'Institut supérieur d'archéologie et d'histoire de l'art, dit « Musée de Louvain-la-Neuve », est inauguré le 22 novembre 1979 au sein de la Faculté de philosophie et lettres au Collège Érasme (no 1 place Blaise Pascal),,.
Il est basé sur les collections de l'Institut supérieur d'archéologie et d'histoire de l'art, mais présente également des œuvres de Jo Delahaut ainsi que des sculptures de Félix Roulin présentées en plein air, dont les déchirures de métal laissent voir des bribes de corps humains.
Le musée est alors un des seuls musées universitaires de Belgique ouvert au public et dispose d'un espace de 1000 m2 dans l'enceinte de la faculté de philo et lettres. Il veut alors être un lieu de rencontres interdisciplinaires, un foyer de création pour les artistes contemporains ainsi qu'un espace d'animation et d'éducation.
En 1994, par décision du Conseil d'administration, le musée (géré par l'ASBL Musée Art Présent Passé) est détaché de la Faculté de philosophie et lettres et du Département d'archéologie et d'histoire de l'art pour devenir une entité de logistique scientifique générale.

#### Projets avortés de nouveau musée
En 1990, à la suite notamment de la réception du legs du Dr Charles Delsemme, le directeur du musée Ignace Vandevivere envisage de construire sur les bords du lac de Louvain-la-Neuve un nouveau musée – qui porterait le nom de Musée du dialogue – et demande un projet à l'architecte japonais Kishō Kurokawa,,.
Mais le projet sombre en 1996 et cède la place vers 2000 à un projet plus modeste de musée à côté de l'Aula Magna, par Philippe Samyn,. Ce musée de 4 000 m2 aurait dû voir le jour en 2003 mais il ne sera pas construit, contrairement à l'Aula Magna.
En 2006, un généreux mécène, Jean Peterbroeck, fondateur de la société de bourse Petercam et diplômé de l'Université catholique de Louvain, offre 10 millions d'euros pour la construction du nouveau musée. En 2008, sur base d'un concours international auquel 38 projets sont présentés, c'est le projet du bureau américain Perkins+Will associé au bureau belge Émile Verhaegen qui est choisi. Ce nouveau musée de 5 000 m2 aurait été situé en contrebas de l'Aula Magna, avec une vue superbe sur le lac. Cette construction basse énergie, toute en courbes afin d'épouser les contours du lac, aurait été dotée d'une toiture végétale inclinée. L'UCL cherche alors des dons supplémentaires pour arriver à un budget total de 18 millions d'euros : elle obtient le permis d'urbanisme en octobre 2011 mais la famille Peterbroeck annonce alors le retrait de son don (retrait dans lequel la mort de Jean Peterbroeck en mai 2011 a sûrement joué un rôle).

Musée de Louvain-la-Neuve
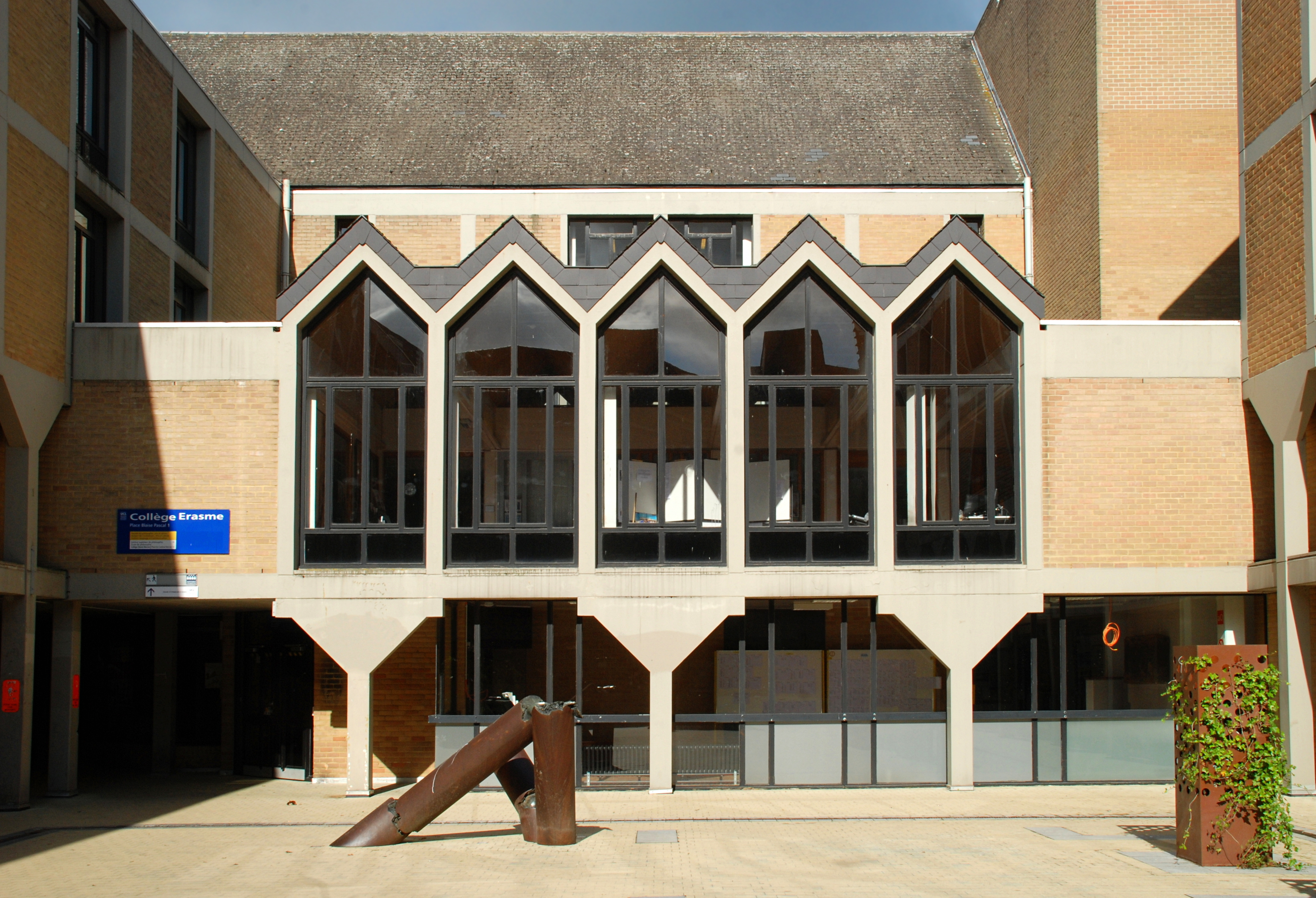
Le Collège Érasme, place Blaise Pascal, siège de l'ancien Musée de Louvain-la-Neuve.
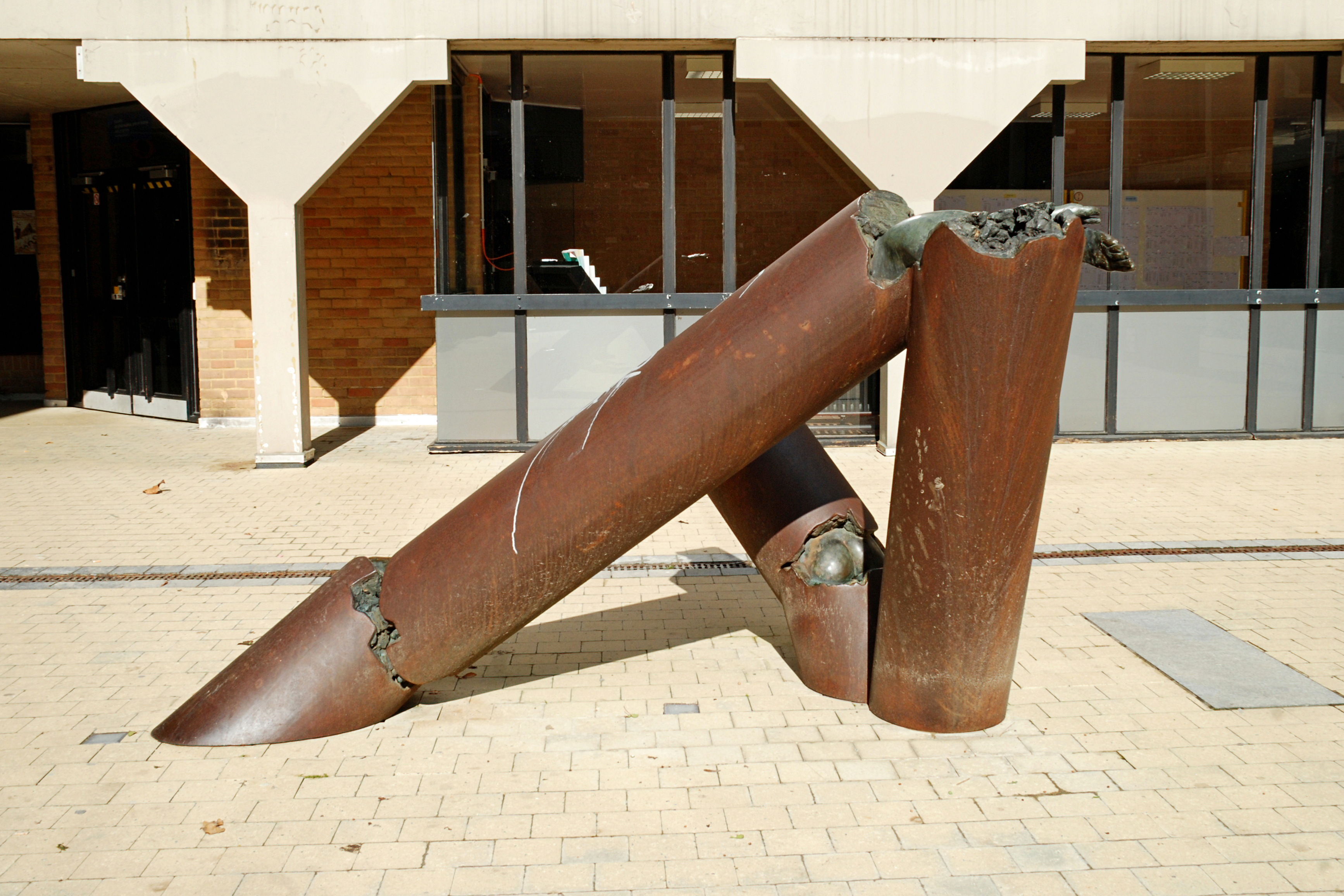
Sculpture de Félix Roulin devant l'ancien musée.
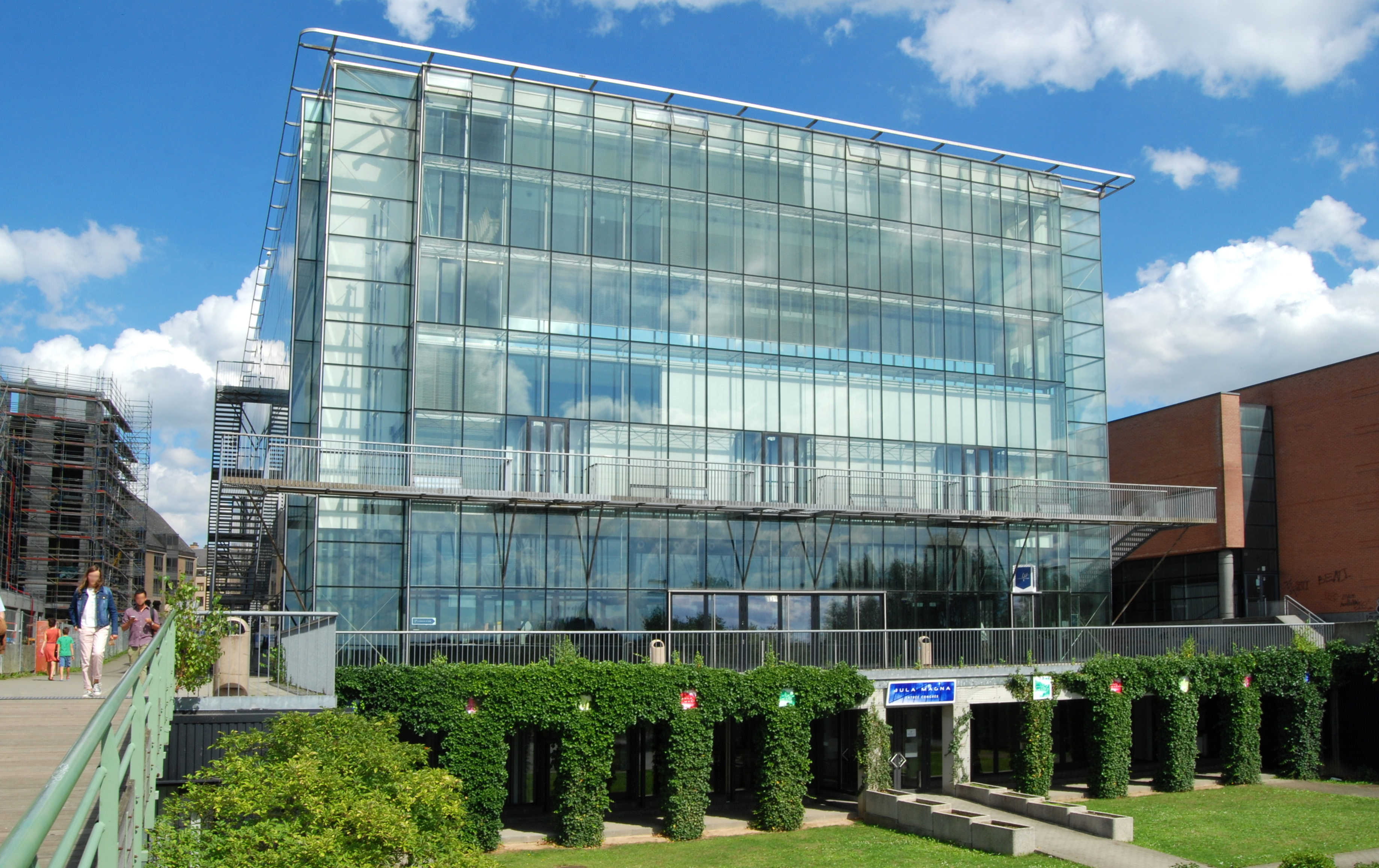
L'Aula Magna à côté de laquelle deux projets de nouveau musée ont avorté en 2003 et 2011.

#### Musée L

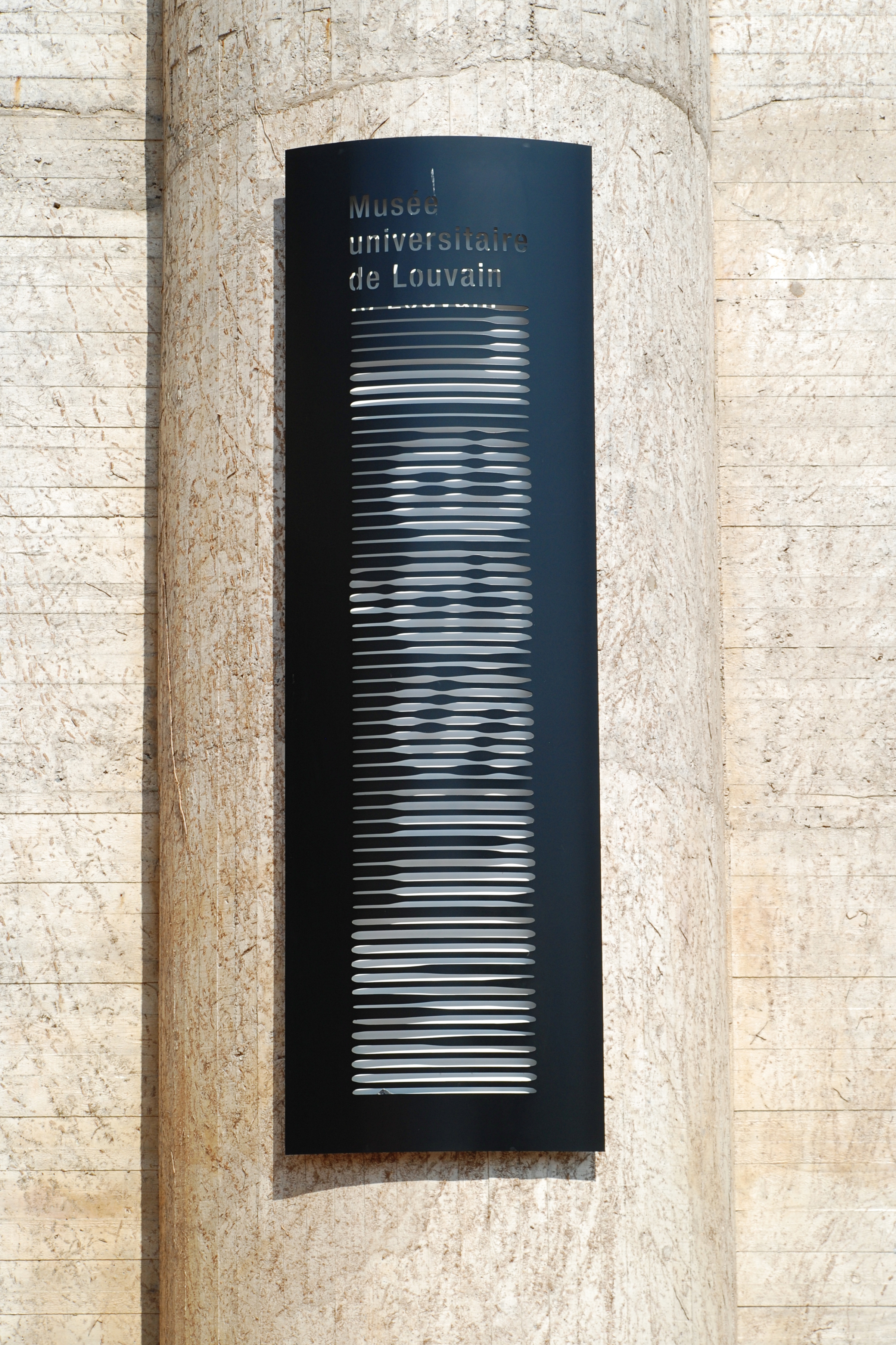
Logo du Musée L sur la façade de l'ancienne Bibliothèque des Sciences.

Ayant multiplié par quatre son patrimoine en trente ans, devenu trop étroit et manquant de visibilité,, le Musée de Louvain-la-Neuve devait trouver une solution après les projets avortés de 1996, de 2003 et de 2011.
En 2012, le recteur Bruno Delvaux explique que l'UCL s'est immédiatement attelée à chercher une autre solution après le coup de théâtre d'octobre 2011 : « Nous avons vite vu qu'on pouvait utiliser notre patrimoine, comme la KUL l'a fait, à la place Mgr Ladeuze avec sa bibliothèque, et l'université de Gand avec la tour Van de Velde, et le mettre en valeur ». L'idée qui émerge alors est d'utiliser la bibliothèque des sciences et des technologies, à la place des Sciences, pour en faire le musée, et de déménager la bibliothèque vers le bâtiment Lavoisier. C'est finalement le bâtiment Van Helmont, voisin du Lavoisier sur la place Pasteur, qui accueille la bibliothèque des sciences et des technologies, après une rénovation menée de 2013 à 2016.
L'ancienne bibliothèque des Sciences, édifice de style brutaliste édifié par l'architecte André Jacqmain en 1970-1975,, qui est depuis sa construction l'un des bâtiments les plus emblématiques de la ville universitaire, est entièrement rénovée de 2015 à 2017 pour accueillir le musée, avec l'accord d'André Jacqmain.
Ce bâtiment est considéré comme un des points d'orgue du patrimoine contemporain en Wallonie, comme un chef-d'œuvre de l'architecture brutaliste et comme l'un des bâtiments les plus iconiques et les plus emblématiques de la ville universitaire,. Le journal Les Échos le qualifie de « pur bijou du brutalisme et de véritable emblème de Louvain-La-Neuve ».
Les travaux de rénovation commencent en mai 2015 et durent deux ans et demi. Le projet coûte 10,4 millions d'euros : 7,4 millions pour la rénovation du bâtiment, 2,3 millions pour la scénographie (conçue par l'agence néerlandaise Kinkorn) et 0,7 million pour le réaménagement des abords du musée,,. Le projet est financé par l'Université, par les pouvoirs publics (dont la province du Brabant wallon qui a apporté plus d'un million d'euros) et par des mécènes (entreprises et privés).
Le nouveau musée est baptisé « Musée L » : « L » comme « Louvain » mais aussi « L » comme la forme de l'équerre ou comme les « ailes » qui s'ouvrent, selon Anne Querinjean, la directrice du musée qui rappelle les colonnes et pilastres en forme de « L » ou d'équerre qui ornent la place des Sciences ainsi que les façades et l'intérieur de la Bibliothèque des Sciences.
Le Musée L est inauguré le 14 novembre 2017 en présence de la princesse Astrid, du bourgmestre Jean-Luc Roland, du recteur de l'UCL Vincent Blondel et de ses trois prédécesseurs (Marcel Crochet, Bernard Coulie et Bruno Delvaux) ainsi que de nombreuses autorités locales, provinciales, régionales et fédérales.
Il est le premier musée de grande taille qui rassemble le patrimoine d'une université belge et le présente au grand public,.
Le musée est ouvert au public le 18 novembre 2017,.
En 2025, le musée décroche une étoile au Guide vert Michelin.
La même année (et plus précisément le 4 juin 2025), on apprend que la Région wallonne procède au classement comme monument historique de l'ancienne bibliothèque des Sciences, qui abrite le Musée L.

Musée L
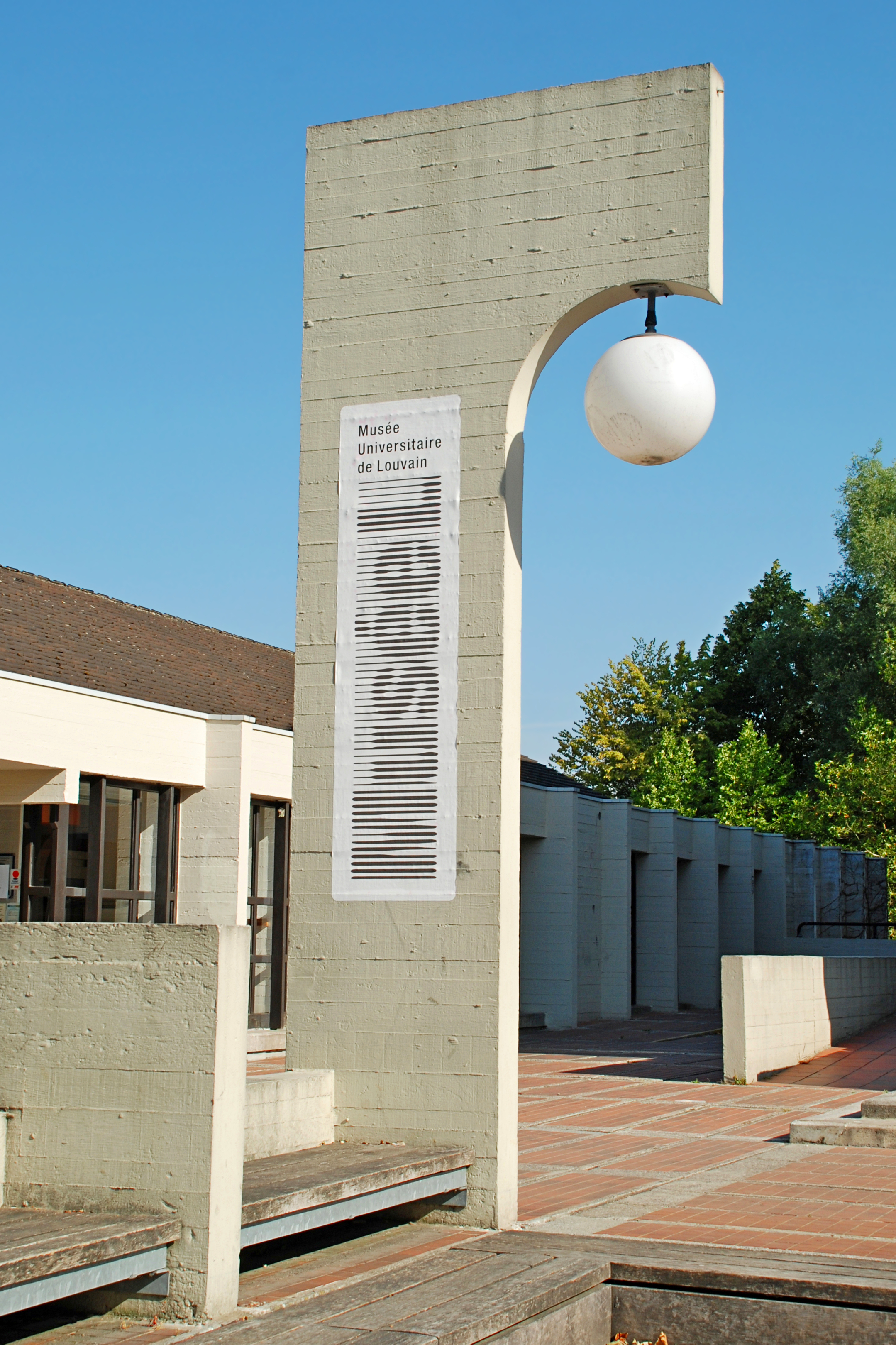
Logo du Musée L sur une des colonnes en équerre de la place des Sciences.
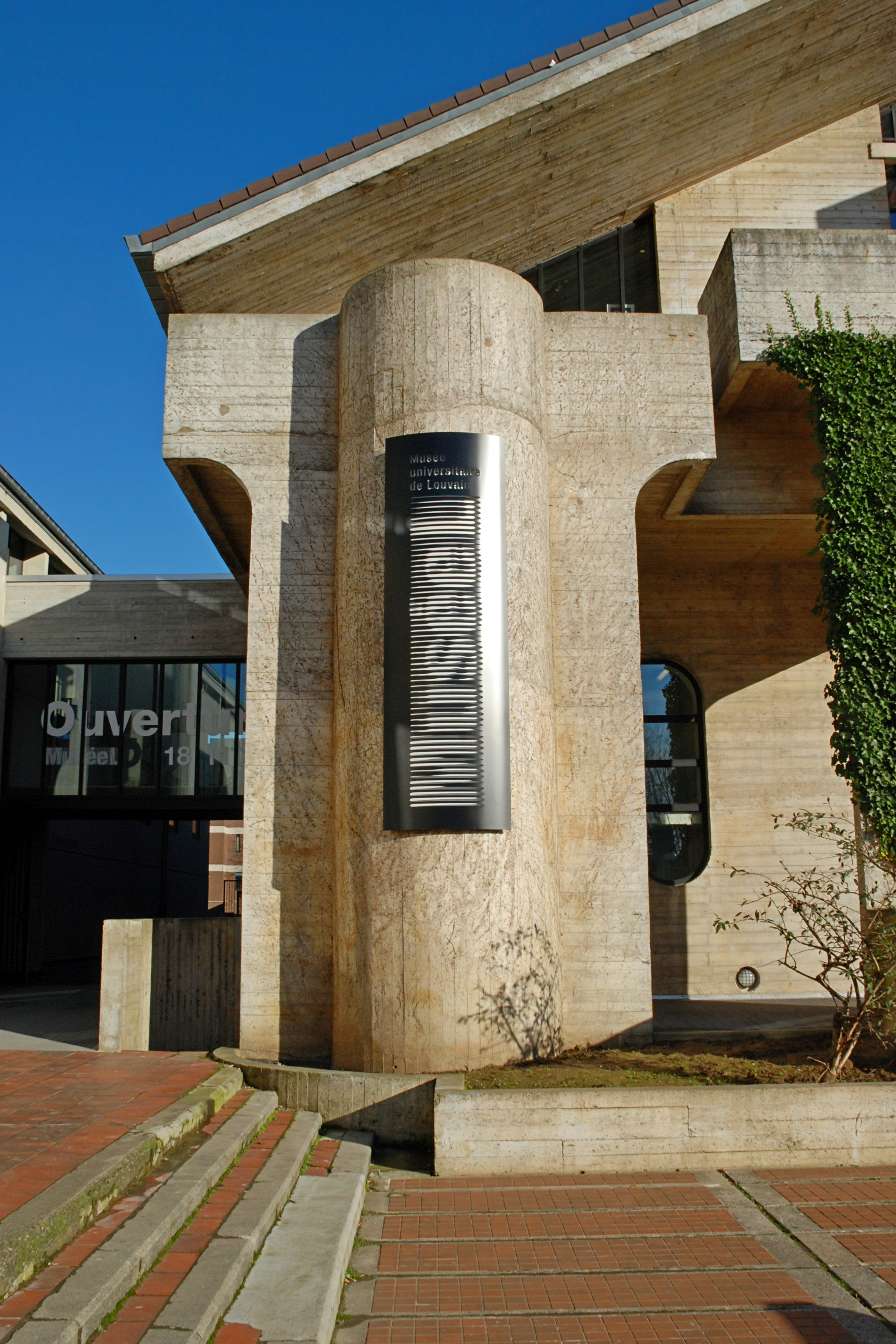
Colonne portant le logo du Musée L.
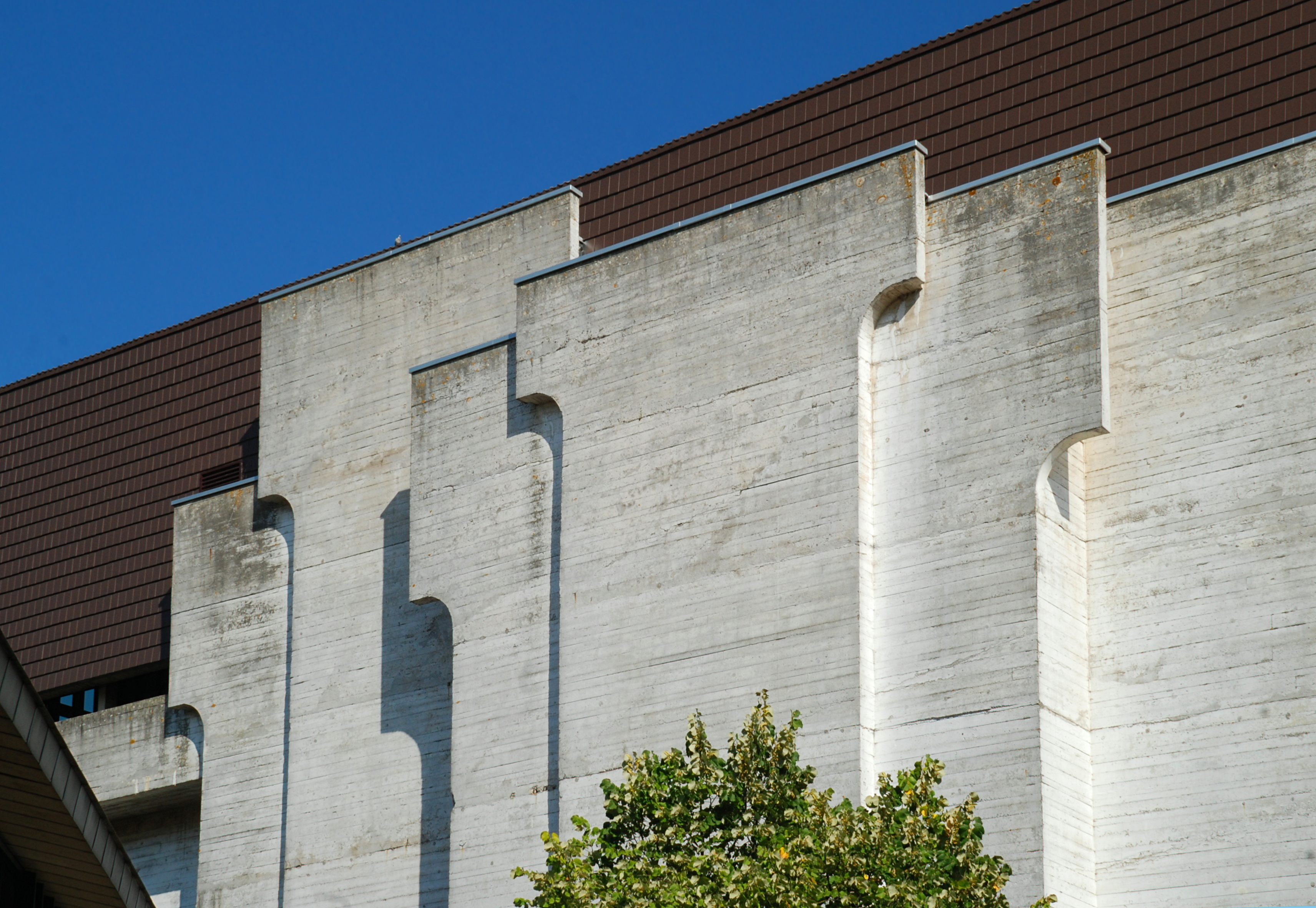
Les pilastres de l'ancienne bibliothèque des Sciences en forme d'équerres qui sont à l'origine du nom du musée.
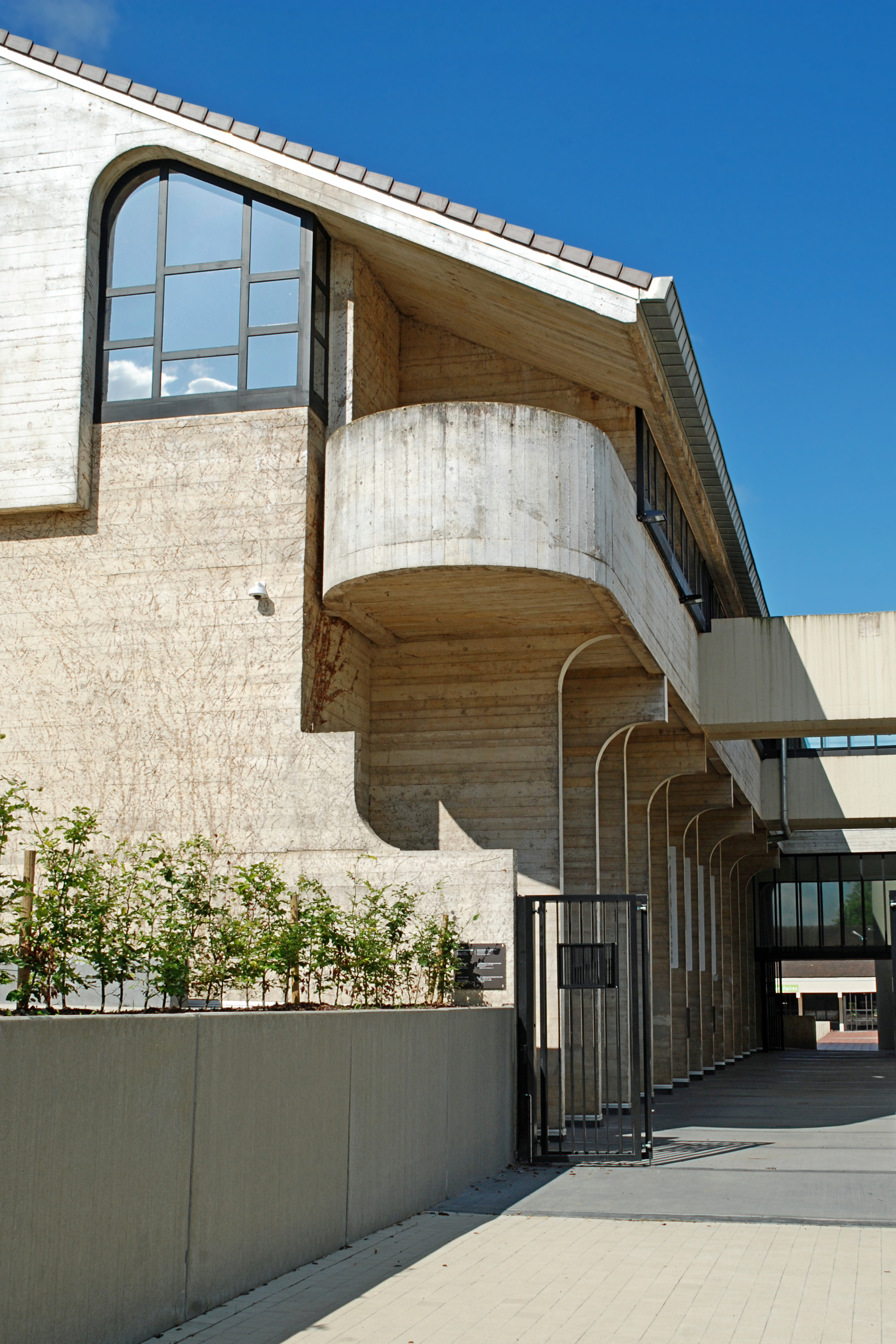
L'accès au Musée L se fait par la façade arrière.

### Historique des collections
L'historique des collections du musée peut se découper en trois temps.
En un premier temps, de 1835 aux années 1960, il n'est pas question d'un musée mais bien des collections des facultés de l'Université Catholique de Louvain, qui comprennent des œuvres de l'Antiquité classique et chrétienne, des moulages d'œuvres de l'Antiquité et du Moyen Âge, des collections zoologiques (cabinet de zoologie), des collections de minéraux et fossiles et des collections relatives à l'ethnologie du Congo belge, :
- 1864 : musée archéologique de Louvain créé par le chanoine Edmond Reusens (collection de moulages en plâtre reproduisant des œuvres d'art ancien de nos provinces) ;
- 1905 : Ed. Remy rassemble les premiers objets d'archéologie grecque et romaine ;
- 1909-1914 : constitution d'une collection d'archéologie pour la Faculté de théologie (musée biblique), d'une collection d'ethnographie africaine (ex-Congo belge) pour l'Institut de Commerce et d'une collection d'antiquités classiques ;
- 1920-1935 : installation du musée d'art chrétien (moulages), du musée d'art classique (moulages) et du musée d'art égyptien et oriental (moulages et originaux) dans le bâtiment des Halles universitaires de Louvain.

En 1966, deux ans avant la scission de l'Université de Louvain en une aile francophone et une aile néerlandophone (« splitsing »), un legs important (le legs de l'industriel bruxellois Frans Van Hamme composé de sculptures et de peintures du XIVe au  XVIIIe siècle) stipule la création d'un musée.
Après la scission de l'université en 1968, apparaît le Musée de Louvain-la-Neuve, dont les collections s'enrichissent au fil du temps, :
- 1975 : donation abbé Adolphe Mignot (céramique grecque, étrusque et d'Italie méridionale) ;
- 1986, 2004, 2005, 2008 et 2014 : donation Serge Goyens de Heusch (près de 2000 œuvres de peinture belge moderne et contemporaine auxquelles s'ajoute un fonds d'archives sur l'art en Belgique au XXe siècle[25]) ;
- 1990 : legs du Dr. Charles Delsemme (œuvres de toutes époques et de toutes cultures) ;
- 1994 : donation Eugène Rouir, fonds Suzanne Lenoir (plus de 1 500 estampes du XVe au  XXe siècle) ;
- 1996 - 2010 : donation N. et M. Boyadjian (art naïf et piété populaire) ;
- 2002 : donation E. Meeus (dessins d'artistes belges contemporains) ;
- legs Van Ooteghem[1] ;
- dons d'artistes…

En un troisième temps, durant la période de transition entre Musée de Louvain-la-Neuve et Musée L, les collections s'enrichissent encore :
- 2013 : collection d'anthropologie clinique de C. et R. Steichen ;
- 2015 : machine à calculer (don de L. De Brabandere).

## Description

### Collections
Sur une superficie de 3 830 m2 accessibles au public, le musée présente une exposition permanente de plus de 800 pièces, choisies parmi les 32.000 pièces que compte sa réserve et qui sont issues des collections des professeurs de l'UCLouvain et d'importantes donations privées.
Les collections couvrent des domaines aussi variés que ceux de l'estampe (Dürer, Van Dyck, Goya, Rodin, Picasso…), de l'art belge du XXe siècle (Magritte, Alechinski) et de la sculpture.
Mais le musée ne présente pas que des œuvres d'art : il présente également les collections scientifiques de l'UCLouvain, consistant en spécimens d'histoire naturelle, des objets archéologiques et ethnographiques ou encore des machines et inventions à vocation scientifique,,.
Les collections sont présentées « à travers cinq thèmes : s'étonner, se questionner, transmettre, s'émouvoir et contempler ».
Le musée présente par ailleurs des expositions temporaires et compte 1 200 m2 de réserves.

### Laboratoire d'étude des œuvres d'art
Le Laboratoire d'étude des œuvres d'art, fondé au début des années 1960 par le professeur Roger Van Schoute, a pour objectif principal l'étude de la collection des peintures de chevalet du musée afin d'améliorer leur connaissance associée, dans certains cas, avec des projets de conservation préventive.
Il propose également un service d'expertise aux personnes privées.

### Galerie des moulages
La galerie des moulages abrite la collection des plâtres d'archéologie et d'histoire de l'art de l'UCLouvain, qui remonte à 1864. « Les moulages étaient alors un outil de formation indispensable pour égaler les grandes universités allemandes, françaises et suisses qui possédaient leur gypsothèque ».
La collection compte plus de 800 modèles, dont environ 500 sont présentés dans une galerie située dans les sous-sols du Musée L. Ces moulages sont des répliques d'œuvres créto-mycéniennes, de l'Orient ancien, de l'Égypte ancienne, de l'Antiquité grecque et romaine, du Moyen Âge et des Temps modernes.
La galerie, visitable sur demande, est destinée aux étudiants de l'Université, des écoles d'art, des académies, de l'enseignement secondaire ainsi qu'au grand public.

### Infrastructures au service du public
Les infrastructures du musée comportent également une bibliothèque, une salle pour séminaires, deux espaces pédagogiques, une librairie, un restaurant, un salon de thé et un espace pique-nique.
Un auditorium appelé Yves et Rainy du Monceau a été inauguré en mai 2018.
Le musée abrite des espaces d'ateliers qui permettent aux publics scolaires et autres d'exercer leur créativité.

### Jardin des sculptures
À l'arrière du Musée, dans la rue Archimède, se situe le jardin des sculptures où on peut admirer plusieurs sculptures en pierre bleue (petit granit). 
Au sud se dresse la Baigneuse réalisée en 1972 en pierre de Lessines et offerte au Musée L en mars 2020 par la famille de l'artiste André Eijberg (1929 - 2012), un sculpteur bruxellois qui avait réalisé en 1974 une sculpture monumentale en bronze pour le centre de recherche de la firme Monsanto, la première entreprise à s'implanter dans le Parc scientifique de Louvain-la-Neuve. 
L'artiste, dont le musée possède deux autres sculptures (Pénélope et Mater) ainsi que deux dessins (Études de nu féminin et Torse n°1), a été mis à l'honneur par le musée lors d'une exposition tenue du 21 septembre 2022 au 15 janvier 2023,.
Plus au nord se dressent deux réalisations du sculpteur bruxellois Michel Smolders (1929 - 2015) : L'enclume et Figure couchée,,.

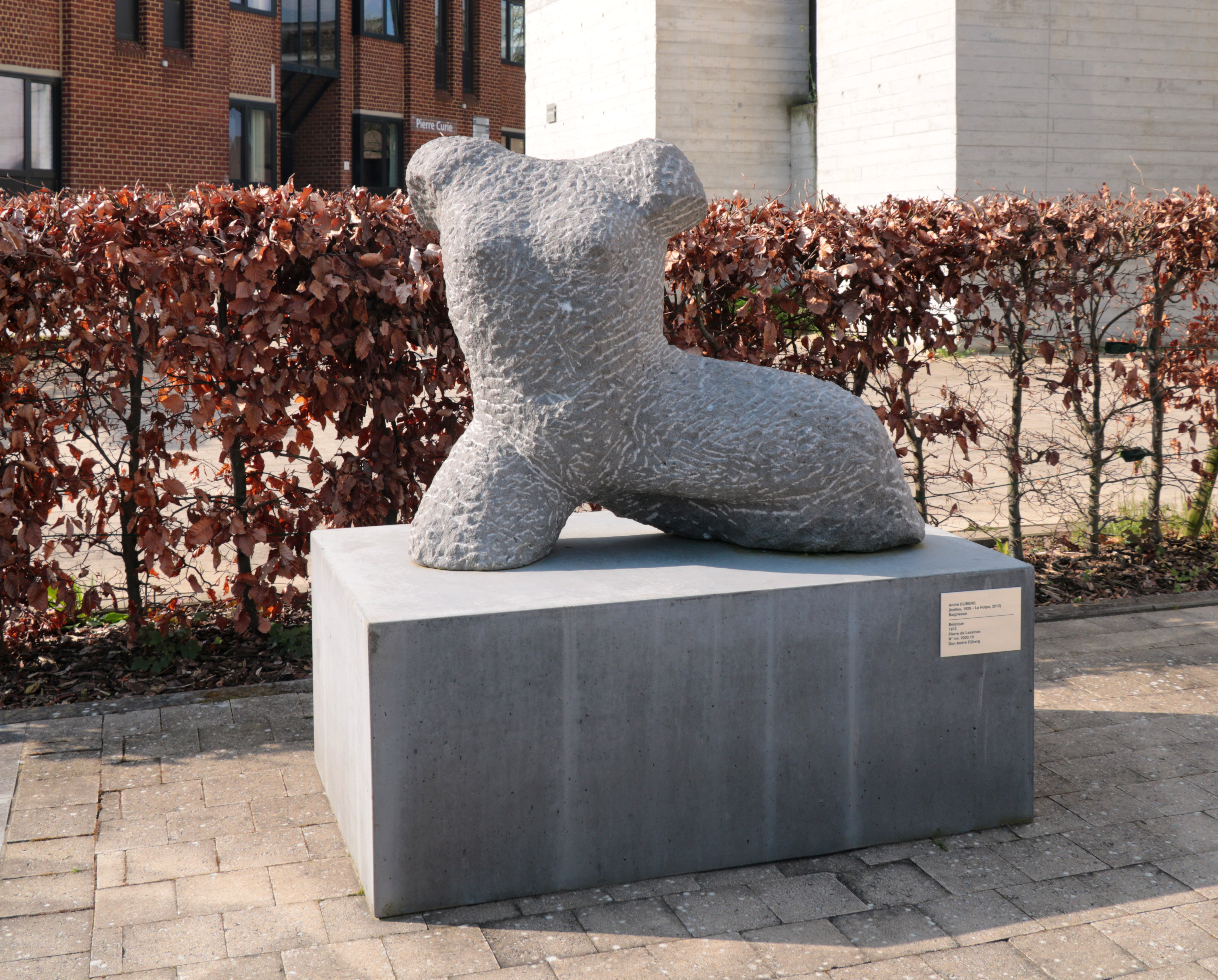
Baigneuse (André Eijberg).
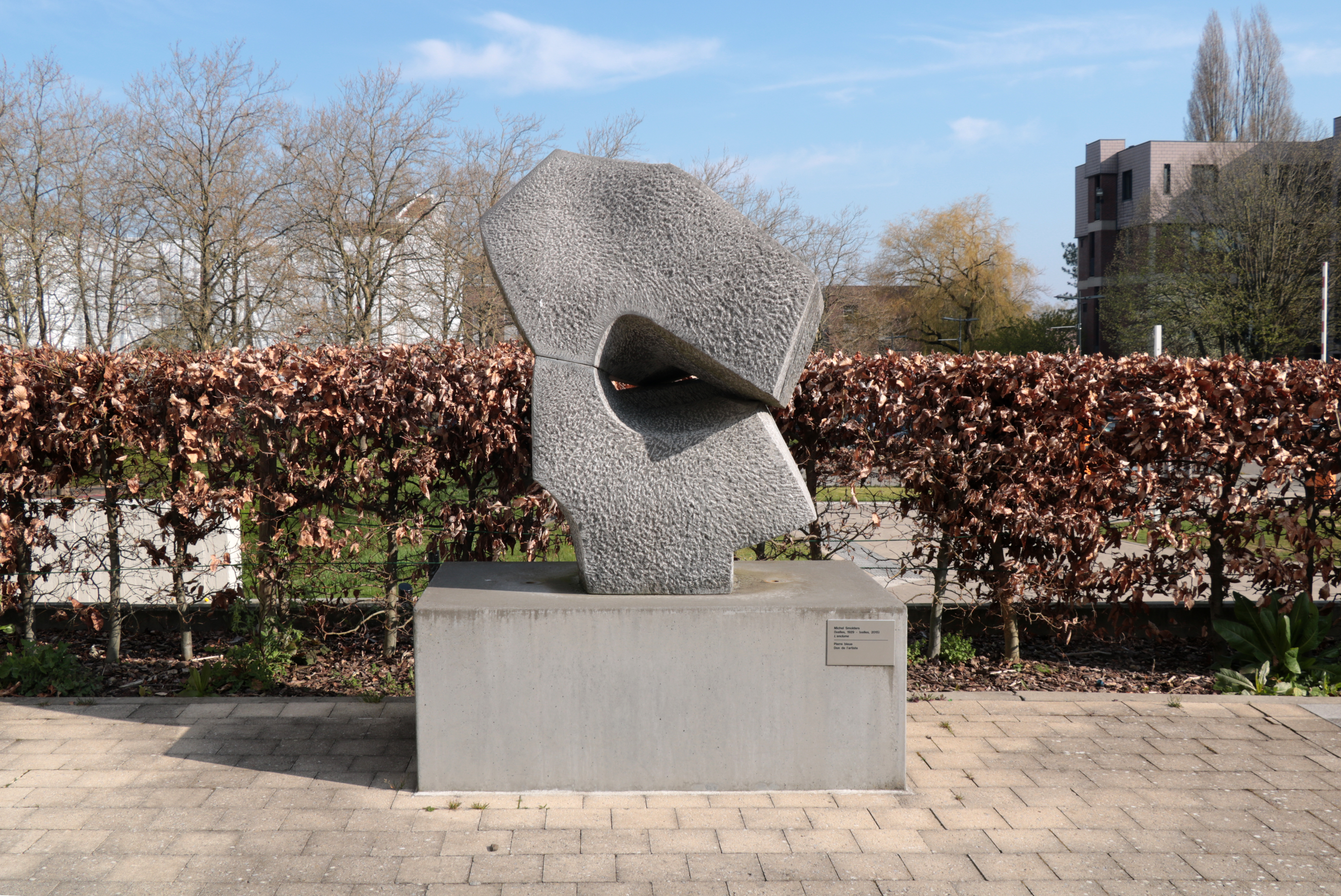
L'enclume (Michel Smolders).
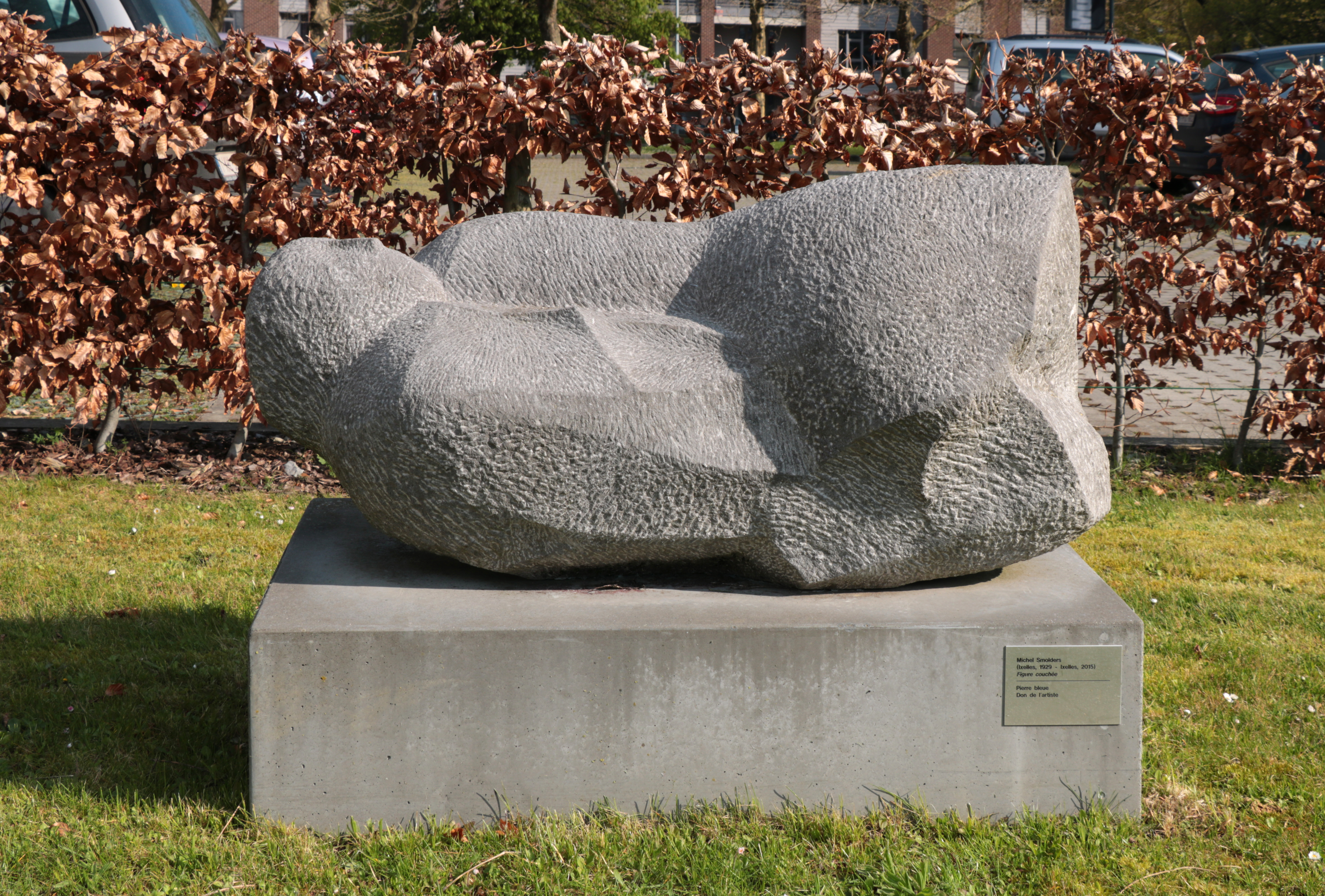
Figure couchée (Michel Smolders).

## Expositions
- 2019 : Tumulus, montagnes d'éternité ;
- 2019 : Images et illustrations au Japon d'Edo (1603 - 1868) (exemplaires de la collection de livres japonais anciens de la bibliothèque de l'UCLouvain)[32] ;
- 2020 : Parcours d'archéologie : entre archives et objets[33] ;
- 2020 : Formes du Salut (sculptures et peintures religieuses de la Donation royale en provenance de l'abbaye de Val-Duchesse)[33] ;
- 2021 : Art & rite, le pouvoir des objets[34].

## Associations
Le musée de Louvain-la-Neuve est membre de plusieurs associations :
- Association francophone des musées de Belgique ;
- Conseil international des musées ;
- Comité international « University museums and collections » ;
- ASBL « Musées et société en Wallonie » ;
- Association internationale pour la conservation et promotion des moulages.